# Philodromus coachellae
Philodromus coachellae är en spindelart som beskrevs av Schick 1965. Philodromus coachellae ingår i släktet Philodromus och familjen snabblöparspindlar. Inga underarter finns listade i Catalogue of Life.